# William Hunter (Politiker, 1754)
William Hunter (* 3. Januar 1754 in Sharon, Litchfield County, Colony of Connecticut; † 30. November 1827 in Windsor, Vermont) war ein US-amerikanischer Politiker. Zwischen 1817 und 1819 vertrat er den Bundesstaat Vermont im US-Repräsentantenhaus.

## Werdegang
William Hunter wurde noch in der Zeit des britischen Kolonialismus geboren. Er besuchte die öffentlichen Schulen seiner Heimat. Zwischen 1763 und 1775 lebte er in Fort Edward im Staat New York. Während des Unabhängigkeitskrieges war er zunächst Feldwebel und später Leutnant im Stab von General Richard Montgomery.
Nach dem Krieg wurde Hunter auch politisch aktiv. Er wurde Mitglied der von Thomas Jefferson gegründeten Demokratisch-Republikanischen Partei. In den Jahren 1795, 1807 und 1808 wurde er in das Repräsentantenhaus von Vermont gewählt. Von 1798 bis 1801 war er beim Nachlassgericht angestellt; von 1801 bis 1816 war er dort beisitzender Richter. Von 1810 bis 1813 sowie im Jahr 1815 gehörte Hunter dem Regierungsrat von Vermont (Executive Council) an.
Bei den Kongresswahlen des Jahres 1816, die staatsweit abgehalten wurden, wurde er für den sechsten Abgeordnetensitz von Vermont in das US-Repräsentantenhaus in Washington, D.C. gewählt. Dort trat er am 4. März 1817 die Nachfolge von John Noyes an. Bis zum 3. März 1819 absolvierte er im Kongress nur eine Legislaturperiode. Danach zog er sich wieder aus der Politik zurück. William Hunter starb im November 1827 in Windsor.